# Arūnas Gumuliauskas

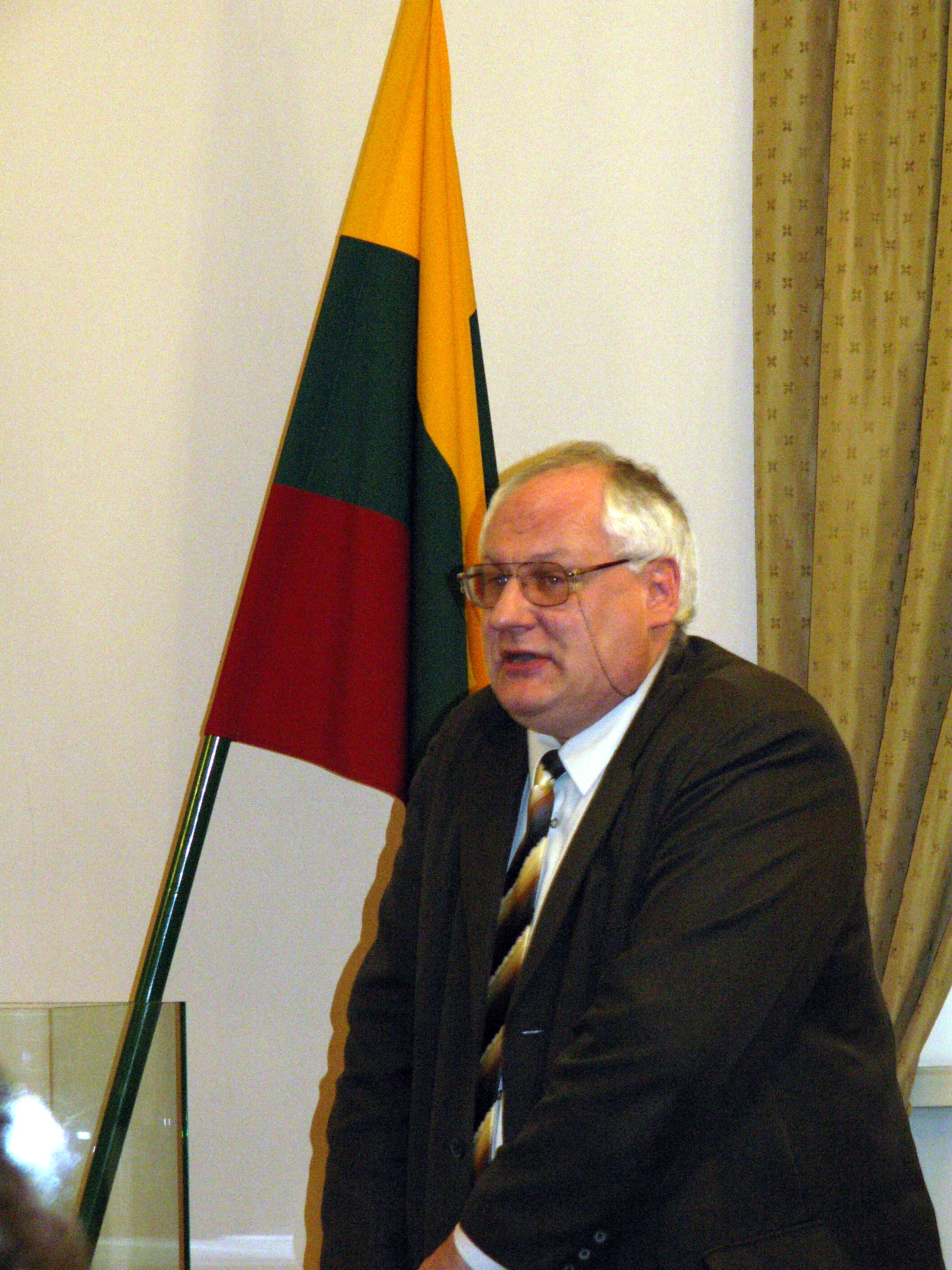
Arūnas Gumuliauskas (2007)

Arūnas Gumuliauskas (* 10. August 1958 in Kaunas) ist ein litauischer Historiker und Politiker.

## Leben
Nach dem Abitur 1976 an der 1. Mittelschule Kaunas absolvierte Arūnas Gumuliauskas von 1976 bis 1981 das Diplomstudium und von 1984 bis 1987 das weitergehende Studium der Geschichte an der Vilniaus universitetas, das er 1987 mit der Promotion abschloss. Ab 1981 lehrte er als Lektor, ab 1988 als Dozent, ab 2012 als Professor an der Šiaulių universitetas in Šiauliai. Von 1993 bis 1995 bildete er sich weiter und lehrte an der Universität Warschau. Von November 2016 bis 2020 war er Mitglied im 12. Seimas (Lietuvos valstiečių ir žaliųjų sąjunga).
Ab 2000 war er Mitglied der Lietuvos centro sąjunga, ab 2003 der Lietuvos centro partija.
1985 wurde er Basketball-Meister in Sowjetlitauen. Er trug den Titel Meister des Sports.